# Komarów Dolny
Komarów Dolny – wieś w Polsce położona w województwie lubelskim, w powiecie zamojskim, w gminie Komarów-Osada.
W latach 1975–1998 miejscowość administracyjnie należała do województwa zamojskiego.
Wieś jest sołectwem w gminie Komarów-Osada. Według Narodowego Spisu Powszechnego z roku 2011 wieś liczyła 200 mieszkańców.
Wierni Kościoła rzymskokatolickiego należą do parafii Trójcy Przenajświętszej w Komarowie-Osadzie.

## Części wsi
| SIMC    | Nazwa    | Rodzaj             |
| ------- | -------- | ------------------ |
| 0890695 | Kuba     | część miejscowości |
| 0890703 | Obszarek | część miejscowości |